# Finnsjön (Forsa socken, Hälsingland)
Finnsjön är en sjö i Hudiksvalls kommun i Hälsingland och ingår i Delångersåns huvudavrinningsområde. Sjön är 17 meter djup, har en yta på 0,381 kvadratkilometer och är belägen 156,2 meter över havet. Sjön avvattnas av vattendraget Finnbergsån.

## Delavrinningsområde
Finnsjön ingår i det delavrinningsområde (685906-155835) som SMHI kallar för Utloppet av Finnsjön. Medelhöjden är 215 meter över havet och ytan är 7,96 kvadratkilometer. Det finns inga avrinningsområden uppströms utan avrinningsområdet är högsta punkten. Finnbergsån som avvattnar avrinningsområdet har biflödesordning 2, vilket innebär att vattnet flödar genom totalt 2 vattendrag innan det når havet efter 70 kilometer. Avrinningsområdet består mestadels av skog (89 procent). Avrinningsområdet har 0,59 kvadratkilometer vattenytor vilket ger det en sjöprocent på 7,5 procent.